# مركبة الحلم الفضائية
مركبة الحلم الفضائية هي مركبة فضائية أمريكية قابلة لإعادة الاستخدام يتم تطويرها بواسطة شركة سييرا نيفادا كوربوريشن.

## الأهمية
تم تصميم مركبة الحلم الفضائية لإعادة تزويد المحطة الفضائية الدولية بكل من البضائع المضغوطة وغير المضغوطة.

## الإنطلاق

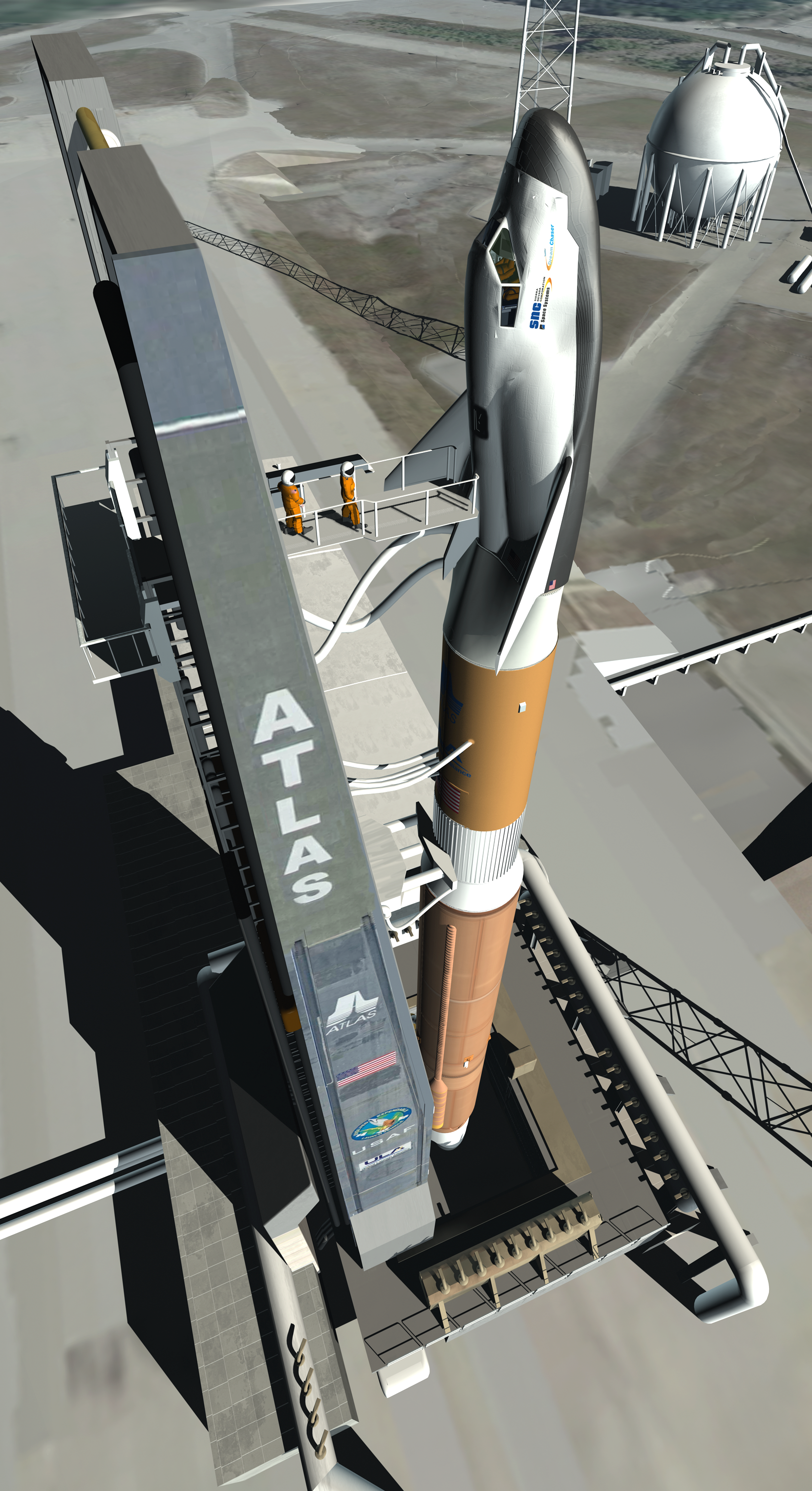
تكوين الإطلاق المتكامل لمركبة الحلم الفضائية

ستطلق المركبة رأسياً على صاروخ أطلس الخامس أو أريان 5، وتهبط بشكلٍ أفقي على مدارج تقليدية.

## التطوير
سيتم المزيد من التطوير المحتمل للمركبة الفضائية يتضمن نسخة من طاقم يسمى نظام مركبة الحلم الفضائية، والذي سيكون قادرًا على حمل ما يصل إلى سبعة رواد فضاء من وإلى مدار الأرض المنخفض.